# Bitínia
Bitínia és una regió del nord-oest de l'Àsia Menor, actualment Turquia, a la part asiàtica del Bòsfor i de cara a la mar Negra. El seu límit natural oriental és el riu Sangari. La regió, a l'antiguitat, i segons diu Estrabó, pel sud tenia (d'est a oest) Paflagònia, el riu Ríndacos (que marcava la frontera amb Mísia) i Galàcia. També diu que era difícil esbrinar els límits entre Bitínia, Mísia i Frígia.

## Història
Històricament Bitínia (en llatí Bythinia, en grec antic Βιθυνία) era el país on vivien els bitinis i formava el Regne de Bitínia, que va patir un període de domini persa al segle vi aC. Durant l'expansió militar del Regne de Macedònia, Bitínia va conservar la seva independència fins a l'any 74 aC, quan els romans van ocupar el territori i la va convertir en província romana. Posteriorment es va integrar a l'Imperi Romà d'Orient.
Se suposa que els bitinis eren un poble traci de la regió de l'Estrímon, i per això van ser anomenats estrimonis quan vivien en aquest riu però que es van dir bitinis en passar a Àsia Menor després de ser expulsats pels teucris i els misis. Estrabó diu que eren d'arrel mísia i es van barrejar amb emigrants tracis (els bitinis i els tinis). Xenofont identifica els bitinis amb els tracis i situa a la ciutat d'Heraclea el territori dels mariandins (mariandyni). Plini el Vell diu que els tinis ocupaven la part de la costa, i els bitinis la part interior del país, però el nom dels tinis aviat va caure en desús i es va anomenar només bitinis.

## Regne de Bitínia
El Regne de Bitínia va ser un estat monàrquic a la regió de Bitínia, de cultura hel·lenística. Possiblement, les tribus tràcies dels Tini i Bitini la van poblar, i van expulsar els Misi i altres tribus menors, i només van restar els Mariandini al nord-est. Els bitinis eren probablement un poble de Tràcia que es va establir a Mísia i es va barrejar amb una part dels misis, i en va expulsar la resta. Heròdot els anomena tracis i els divideix en les tribus dels tinis i els bitinis. Cresos, rei de Lídia els va sotmetre. Destruït el regne de Lídia l'any 546 aC per Cir II el Gran, els bitinis van quedar subjectes a Pèrsia, i el territori va formar part de la satrapia de Frígia, i es va crear una satrapia que no se sap si era solament formada per Bitínia o comprenia altres territoris.
Una dinastia local encapçalada per Dídals de Bitínia va afermar la seva sobirania cap a l'any 430 aC i va ocupar la colònia grega de Mègara, Astacos de Bitínia. Una dotzena de reis, sense comptar Zibees, van regnar després de Didals:
Al rei Dídals li va succeir Boteires, potser el seu fill. Al segle iv aC, els bitinis ja eren independents quan Alexandre el Gran va iniciar la conquesta de Pèrsia. Bas de Bitínia, fill de Boteires, se sap que regnava el 334 aC, quan els macedonis van envair el país dirigits pel general Calantos, que va ser derrotat. Alexandre el Gran va renunciar a ocupar el país i va continuar el seu camí.
A Bas, el va succeir el seu fill Zipetes cap a l'any 326 aC i va guerrejar amb Lisímac de Tràcia i Antíoc (fill de Seleuc I Nicàtor) amb cert èxit. El seu successor era el seu fill Nicomedes I (281 aC), al que cal suposar una mare grega pel seu nom totalment grec. Nicomedes es va declarar independent després de la mort de Lisímac a Cirupedion l'any 281 aC, però tenia por de perdre el tron per causa dels seus tres germans i els va fer matar. Va matar-ne dos, però el tercer, Zibees, es va revoltar i es va apoderar d'una part del regne. Nicomedes va invitar els gàlates establerts a Tràcia a passar a l'Àsia Menor l'any 478 aC, per ajudar-lo contra son germà rebel que dominava ja una bona part del país. Els gàlates van derrotar ràpidament Zibees i van rebre un petit territori al sud de Bitínia per establir-se, però aviat es van dedicar a assolar les regions properes. Nicomedes va fundar la ciutat de Nicomèdia el 264 aC al golf d'Astacos, que va convertir en la seva capital, i que li va permetre afermar el seu poder en assegurar el domini de la costa de la Propòntida.
Després d'uns anys confusos, el va succeir a la seva mort, al voltant de l'any 250 aC o potser el 246 aC, el seu fill Zeiles, que va planificar la mort dels caps gàlates que el seu pare havia invitat, però els gàlates se’n van assabentar i el van matar.

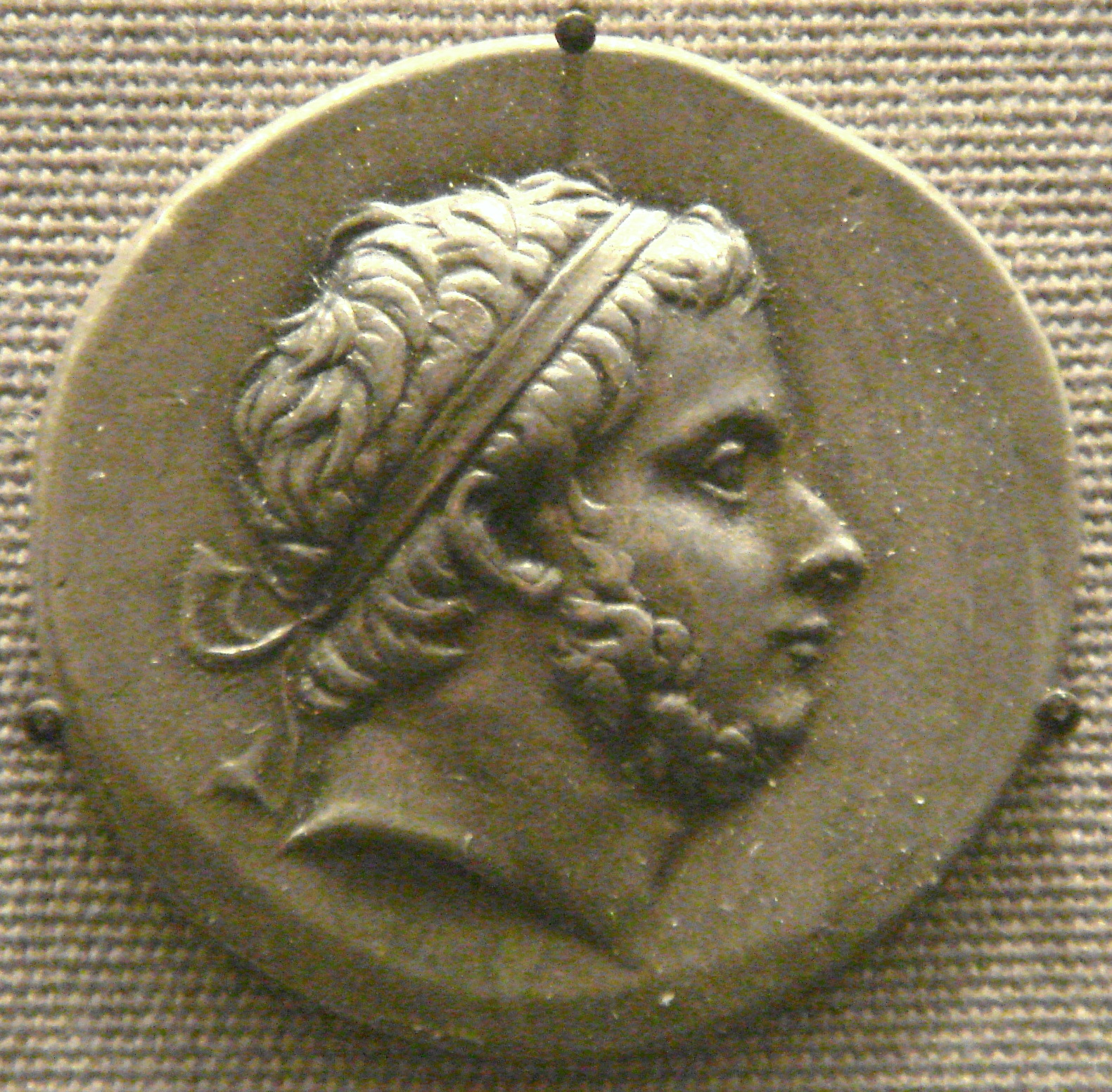
Prusies I de Bitínia.

El seu fill Prusies I Kholos (el coix) va ser proclamat rei, i va derrotar els gàlates que estaven assolant les ciutats de l'Hel·lespont, i va matar tots els que va poder, inclosos dones i criatures. L'any 188 aC, va acollir el cartaginès Hanníbal, expulsat del territori selèucida. Va adquirir la ciutat de Cios, al golf de Cios, i Mirlea o Mirleia, i el seu domini a l'est es va estendre a la rodalia del Ríndacos, i també va ocupar Cieros en territori d'Heraclea, a la que va donar el nom de Prusies (igual que va fer amb Cios) i Tios a la boca del Bilaos, rodejant Heraclea pels dos costats; però quan va atacar la ciutat grega va resultar mort, l'any180 aC, i el va succeir el seu fill Prusies II Kynegos (el caçador), que el 167 aC va demanar la protecció del senat de Roma i el 156 aC es va aliar amb Mitridates V Evergetes del Pont contra Pèrgam, i va ocupar el nord del regne fins que els romans van enviar tropes que el van obligar a retirar-se i li van imposar un tractat de pau. L'any 149 aC, el rei va voler assassinar el seu fill Nicomedes i aquest es va rebel·lar amb ajut de Pèrgam, va arrestar el pare i el va executar, i es va proclamar rei amb el nom de Nicomedes II Epífanes.
Aquest Nicomedes va tenir un pacífic regnat que es confon amb el del seu fill Nicomedes III Evergetes (entre els dos van ser al poder quasi seixanta anys). L'any 135 aC, es va aliar al rei del Pont Mitridates V (Mitridates I del Bòsfor Cimmèric). Va morir el 128 aC i el va succeir el seu fill. L'any 91 aC, Nicomedes III va ocupar Paflagònia, cosa que va portar a una breu guerra amb el Regne de Capadòcia, que no va continuar per la mort del rei el 90 aC. Llavors va pujar al tron el seu fill Nicomedes IV Filopator, al que van reconèixer com a rei els romans, ja que n'era un fervent partidari, però son germà Sòcrates, enemic de Roma, es va revoltar i va enderrocar Nicomedes IV amb ajut del Regne del Pont. L'any 89 aC, els romans van imposar el restabliment de Nicomedes IV, però poc temps després (88 aC) va ser expulsat del poder per Mitridates VI Eupator del Pont, que va reinstal·lar Sòcrates. El 84 aC, els romans van restaurar al tron a Nicomedes IV, després d'aconseguir la pau. Va morir sense fills el 74 aC i llegà el regne a Roma.

### Llista de reis de Bitínia[1]

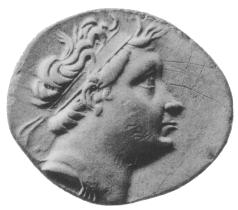
Nicomedes II Epífanes.

- Dídals de Bitínia, 430 aC- 390 aC.
- Boteires, 390-377 aC.
- Bas, 377-326 aC.
- Zipetes o Zipoetes, 326-281 aC.
- Nicomedes I, 281-246 aC.
- Zibees (al sud de Bitínia), 280-277 aC.
- Zeiles, 246-228 aC.
- Prúsies I Kholos (el coix), 228-180 aC.
- Prúsies II Kynegos (Caçador), 180-149 aC.
- Nicomedes II Epífanes, 149-128 aC.
- Nicomedes III Evergetes, 128-91 aC.
- Nicomedes IV Filopàtor, 91-90 aC.
- Sòcrates de Bitínia, 90-89 aC.
- Nicomedes IV (segona vegada), 89-88 aC.
- Sòcrates de Bitínia (segona vegada), 88-84 aC.
- Nicomedes IV (tercera vegada), 84-74 aC.

## Província romana

Mapa de les províncies romanes, amb Bitínia destacada

L'any 84 aC, el rei Nicomedes III de Bitínia va ser restaurat al tron pels romans després de la pau que finalitzà la disputa amb Mitridates del Pont. Nicomedes III va morir sense fills el 74 aC i llegà el regne a Roma.
El senat romà va enviar a Bitínia al governador d'Àsia Marc Juni a recollir l'herència, però Mitridates del Pont es va anticipar i va ocupar el regne i es va annexionar la costa fins a Heracleia, deixant només sense ocupar la península de Calcedònia, on van arribar milers de refugiats que fugien dels pòntics. Però els cònsols Cotta i Lucul·le van obtenir diverses victòries i, l'any següent, el 73 aC, Bitínia va quedar totalment ocupada i inclosa dins la província romana d'Àsia, fins que més tard va formar una província separada, si bé els romans van conservar com a límits del districte els darrers que tenia la regió, és a dir, que van deixar fora Heraclea, i les regions més a l'est, que van ser considerades dins el Pont. Però, a la mort de Mitridates, la part occidental del Pont (la costa des d'Heracleia a Sidene, a l'est de Temiscura) es va incorporar a Bitínia, que va passar a ser província romana i Pompeu la va dividir en onze municipalitats, entre les quals se sap que hi havia Amisos (de la qual depenien Sidene i Temiscura). Caius Papirius Carbo va ser el primer procònsol conegut de Bitínia.
Bitínia es va convertir en una província romana de l'Àsia Menor, que ocupava la part oriental de la Propòntida i la costa est del Bòsfor, anomenat Bòsfor Traci, i una part de la costa de l'Euxí. Limitava a l'oest amb Mísia, al sud amb Frígia i Galàcia, a l'est amb el Pont (el límit probable era el riu Rhyndacos) i al nord l'Euxi. El límit amb el Pont és incert, per tal com Estrabó diu que limitava a l'est amb els paflagons i els mariandins i un part dels epíctetes, que eren també al sud a la Frígia Epícteta o Helespòntica; la ciutat de Prusa estava situada a Mísia al límit entre territori de Mísia i Frígia.
Pompeu va cedir una part del Pont al Regne de Pèrgam, concretament una zona de l'interior a les muntanyes Olgassys, incloent-hi Paflagònia, però August la va incorporar a Bitínia l'any 7 aC juntament amb la ciutat pòntica d'Amasia al riu Iris. L'any 63, la província es va reanomenar Bitínia i Pont, encara que pel temps que feia que només es deia Bitínia sovint s'abreujava amb aquest sol nom. Plini el Vell va ser governador de la província i diu que Sinope i Amisos eren a la seva jurisdicció, i parla de les ciutats bitínies i les ciutats pòntiques, per la qual cosa sembla que bona part del Pont havia estat afegit a Bitínia.
Els governadors eren inicialment propretors i, durant el govern d'August, la província va correspondre al senat, però va passar a ser una província imperial sota Trajà, que va donar a canvi al senat la Pamfília; des de llavors, els governadors van ser anomenats legats augusts i en comptes de propretors eren procuradors. Gneu Pompeu Magne va establir-ne unes lleis per al govern local (Lex Pompeia) segons diu Plini el jove.
Trajà va fer de Prusa una ciutat autònoma. Calcedònia, Amisos i Trapezus eren ciutats lliures, i Apamea, Heraclea i Sinope eren colònies que van rebre colons romans als que es van repartir terres. Sinope va ser colònia des del temps de Juli Cèsar, el 45 aC. Nicomèdia era colònia al segle iii. Hadrià va concedir a la província un festival religiós comú que es feia cada any a Nicomèdia.
La capital de la província era Nicomèdia, que va tenir el títol de metròpolis en temps d'August, però que en temps de Valentinià I va passar a Nicea; Nicomèdia era també la capital de la Bitínia pròpia o Bitínia a l'oest d'Heracleia. El districte d'Ora Pòntica, distribuït per Pompeu en 11 municipalitats, va tenir com a capital Amastris. I el tercer districte (la regió de les muntanyes Olgassys i Paflagònia) tenia com a metròpolis Pompeiòpolis (a Paflagònia) i Amasia (al riu Iris). La resta del Pont començava al sud d'Amasia, a la ciutat de Zela, fins a les muntanyes al sud i fins Trapezis a l'est; aquest territori, Marc Antoni el va donar l'any 36 aC al rei Polemó, del qual després va passar a la seva vídua i al fill Polemó II, fins que l'any 63 aC el territori va ser convertit en la província del Pont (separada de Bitínia) per Neró, encara que sovint va estar unida administrativament a Galàcia.
Al sud del país, les ciutats de la província eren: Brusa i Hadriani (al sud de l'anterior). A l'est de Prusa hi havia Leucae (grec Lefke), prop del Sanarios, però no és clar que pertanyés a Bitínia. Claudiòpolis va ser una ciutat de Bitínia que, inicialment, es deia Bitinium. A la costa, les ciutats principals eren Cios, Astacos, Heracleia, Amastris, Sinope i Amisos (Samsun).

## Geografia[1]
Les principals muntanyes eren les de l'Olimp, que corren cap a l'est fins al Rhyndacos. A l'interior eren l'Ormenion, l'Olgassys, l'Olimp de Mísia (2.300 m), prop de Brusa, i l'Ala-Dagh.
Els llacs principals eren el Sophon (probablement l'actual Sanbaja), l'Ascània (el més gran, amb la ciutat de Nicea), l'Abullionte, el Apol·loniatos. Iznik, prop del qual estava Nicea.
- Boscos:
  - Ağaç Denizi ('Oceà d'arbres').
- Costa:
  - Golf d'Astacus (avui golf d'İzmit).
  - Golf de Cios (avui golf de Gemlik).
- Rius:
  - Sangari (turc: Sakarya).
  - Billaeus (Filiyas).
  - Parthenius (avui Bartin).
- Ciutats:
  - Nicomèdia (avui İzmit).
  - Nicea.
  - Cios (avui Gemlik).
  - Chalcedon (avui Kadıköy).
  - Heraclea Pòntica (avui Karadeniz Ereğli).
  - Claudiopolis (avui Bolu).
  - Tium.
  - Basilinòpolis.